# Zona de Contacto
Zona de Contacto fue un suplemento juvenil del diario chileno El Mercurio entre 1991 y 2010.

## Historia
Fue creado por un equipo de periodistas jóvenes encabezados por Iván Valenzuela, Felipe Bianchi, y Alberto Fuguet, bajo la dirección de María Olga Delpiano, publicando su primer número como una sección de la revista Wikén el 17 de mayo de 1991. Se convirtió en un suplemento separado de Wikén el 16 de abril de 1993 e incorporó a la diseñadora Carolina Delpiano en la dirección de arte. La revista se transformó rápidamente en un referente de la cultura juvenil chilena de la década de 1990, con su estilo entrecruzado de periodismo, literatura y participación de los lectores en cartas y columnas. Una de las columnas más recordadas fue La Vida Según Benito, escrita por Hernán Rodríguez Matte, quien narraba de manera simple y cotidiana las aventuras de un joven enfrentándose a la vida adulta. Entre sus muchos colaboradores de los años 1990 estuvieron los escritores Sergio Gómez, Rafael Gumucio, Julio Osses y María José Viera-Gallo, los guionistas Pablo Illanes y Juan Ignacio "Chascas" Valenzuela, el poeta Mauricio Redolés, el cineasta Nicolás López y Sergio Lagos. Durante otra etapa, el diseño de la revista fue asumido por Iván Villalobos.
Zona de Contacto fue un suplemento de El Mercurio hasta comienzos de 2003, fecha en la que pasó a formar parte de la revista Wikén del mismo diario: ocupó las tres últimas páginas, cambio que duraría dos años.
Fueron editores de Zona de Contacto los periodistas Felipe Bianchi, Alfredo Sepúlveda, Hernán Díaz y Gonzalo Maza. Junto a Sepúlveda trabajaron como Coordinador Periodístico, los escritores Francisco Ortega y Ernesto Ayala. Uno de sus periodistas fue Werne Núñez, que trabajó con Gonzalo Maza. A él se le reconoce el hecho de haber marcado la revista con reportajes vivenciales y callejeros. Memorable fue su reportaje a un cuarto medio del Liceo Lastarria, en el que se transformó en alumno del establecimiento. 
A partir de fines de 2005 y hasta la fecha era una revista en internet -enmarcada dentro del portal emol.com- dirigida por Marcelo Ibáñez, en la que colaboran Arturo Galarce, Vadim Vidal, Carlos Salazar, Vilma Aguirre, Isabel Plant, Andrea Pino, Rocío Novoa, Guillermo Tupper, Antonio Díaz Oliva, Leonardo Núñez, Nicolás Copano, Arelis Uribe, Carolina Cerda, Sebastián Labra, Cristóbal Moro, Luc Gajardo, Camilo Salas, Guillermo Scott, Ignacio Molina, Cristóbal Marín, Daniel Hidalgo, entre otros jóvenes.